# Achille Passoni
Achille Passoni (Milano, 21 giugno 1951) è un politico e sindacalista italiano.

## Biografia
Impegnato nel sindacato, nella seconda metà degli anni '80 è in segreteria nazionale della Funzione Pubblica, dal 2002 al 2008 fa parte della Segreteria nazionale confederale della CGIL. 
Alle elezioni politiche del 2008 viene eletto al Senato della Repubblica, in regione Toscana, nelle liste del Partito Democratico. È membro dell'11ª Commissione permanente (Lavoro e previdenza sociale) e del Comitato Parlamentare per la Sicurezza della Repubblica.
In vista delle elezioni politiche del 2013 si candida alle primarie del Partito Democratico per la scelta dei parlamentari in Toscana (regione in cui era stato eletto nel 2008, pur vivendo a Roma), non ottenendo tuttavia i voti necessari per essere inserito in lista, di conseguenza non viene ricandidato. In un secondo momento viene direttamente candidata Valeria Fedeli, moglie di Passoni (anch'ella sindacalista di lungo corso per la CGIL), quale capolista del PD al Senato della Repubblica in Toscana, che verrà eletta ed assumerà il ruolo di Vicepresidente vicario del Senato della Repubblica e successivamente di ministro dell'Istruzione nel governo Gentiloni